# Igreja de São Brás de Calenzana

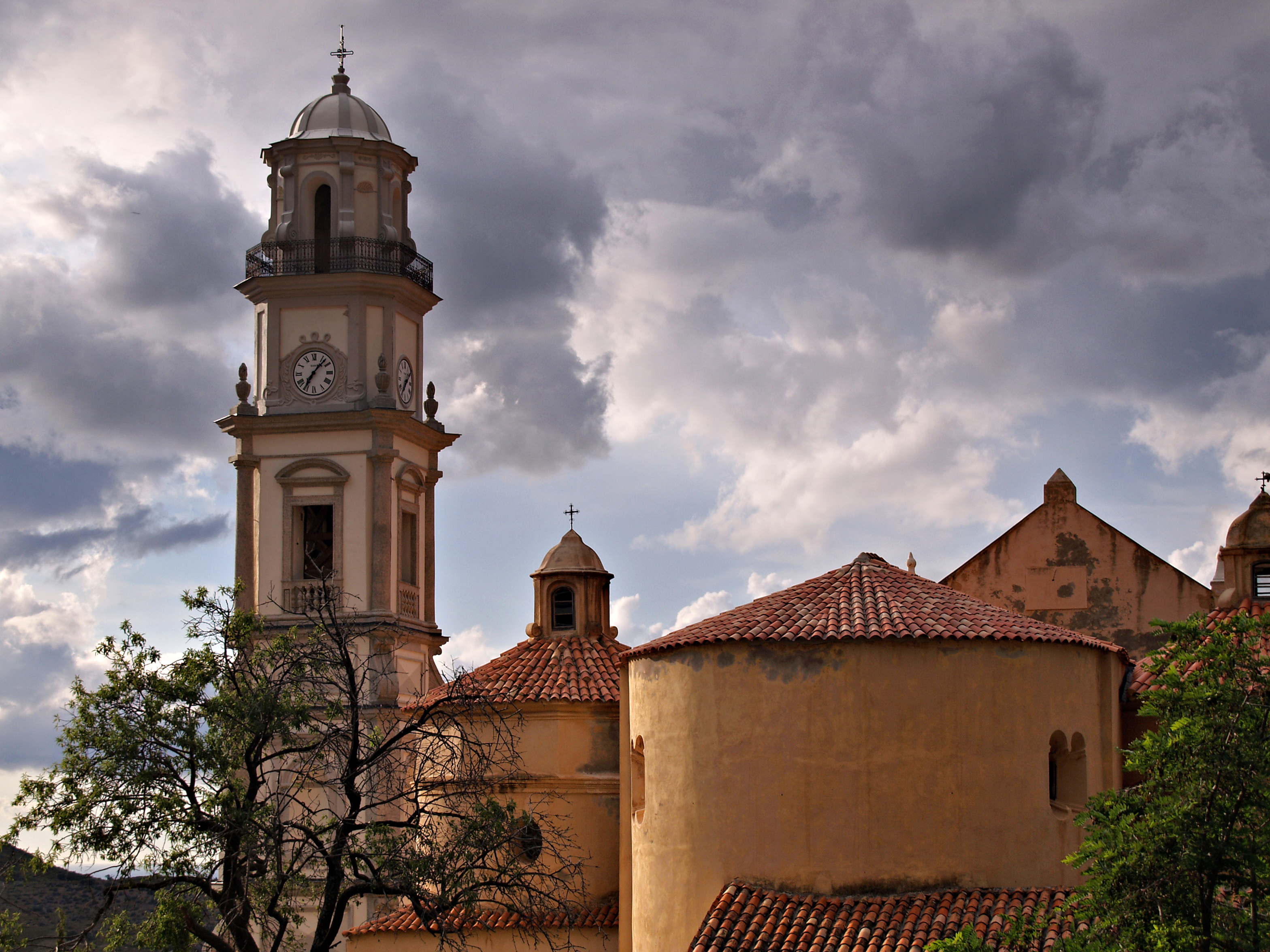
Igreja de Saint-Blaise e sua torre sineira em 2007.

Igreja de São Brás de Calenzana é uma igreja em Calenzana, Alta Córsega, Córsega. O edifício foi classificado como Monumento Histórico em 1981.